# Aleksandr Grigor'evič Stroganov (1795-1891)
Conte Aleksandr Grigor'evič Stroganov, in russo Александр Григорьевич Строганов? (31 dicembre 1795 – Odessa, 2 agosto 1891), è stato un generale e politico russo.

## Biografia
Era il figlio di Grigorij Aleksandrovič Stroganov (1770-1857), e di sua moglie, Anna Sergeevna Trubeckaja (1765-1824).

## Carriera
Partecipò alle battaglie di Dresda, Kulm, Lipsia. Nel 1831 partecipò alla repressione della rivolta polacca.
Nel 1834 venne nominato vice Ministro degli Affari Interni. Ricoprì la carica di governatore generale (1836-1838) e Ministero degli Interni (1839-1841). Dal 1849 è stato membro del Consiglio di Stato. Nel 1854 fu governatore militare di San Pietroburgo.
Nel 1862 divenne il primo (fino al 1893 era l'unico) cittadino onorario di Odessa. Quando era a Odessa si interessò alle attività della società locale.

## Matrimonio
Nel 1820 sposò la contessa Natal'ja Viktorovna Kočubeja (1800-1855), figlia del cancelliere di stato Viktor Pavlovič Kočubej. Ebbero cinque figli:
- Marija Aleksandrovna (1822-1839);
- Grigorij Aleksandrovič (1824-1878);
- Natal'ja Aleksandrovna (1828-1853), sposò Pavel Vasil'evič Golicyn, figlio di Vasilij Sergeevič Golicyn;
- Viktor Aleksandrovič (1831-1856);
- Sergej Aleksandrovič (1834-1842).

## Morte
Morì il 2 agosto 1891 a Odessa.